# Contopus hispaniolensis
El pibí de La Española (Contopus hispaniolensis), también denominado pibí dominicano o pibi maroíta (en la República Dominicana), es una especie de ave paseriforme de la familia Tyrannidae perteneciente al numeroso género Contopus. Es endémico de la isla La Española.

## Distribución y hábitat
Se encuentra únicamente en la isla La Española, que comprende la República Dominicana y Haití.
Esta especie es considerada común y ampliamente diseminada en una variedad de hábitats naturales dentro de su restringida área; los bosques de pinos y de hojas anchas, las plantaciones de café sombreadas, huertas, y bordes de bosques. Desde el nivel del mar hasta los 1800 m de altitud, por lo menos.

## Sistemática

### Descripción original
La especie C. hispaniolensis fue descrita por primera vez por el ornitólogo estadounidense Henry Bryant en 1867 bajo el nombre científico de subespecie Tyrannula carriboea (error) (variación hispaniolensis); su localidad tipo es: «Santo Domingo».

### Etimología
El nombre genérico masculino «Contopus» se compone de las palabras del griego «kontos» que significa ‘percha’, y «podos» que significa ‘pies’; y el nombre de la especie «hispaniolensis», en latín moderno se refiere a la isla La Española —o Hispaniola—, su local de residencia.

### Taxonomía
Anteriormente fue tratada como conespecífica con los también caribeños pibí cubano (Contopus caribaeus) y pibí jamaicano (C. pallidus).

### Subespecies
Según las clasificaciones del Congreso Ornitológico Internacional (IOC) y Clements Checklist/eBird se reconocen dos subespecies, con su correspondiente distribución geográfica:
- Contopus hispaniolensis hispaniolensis (Bryant), 1867 – isla La Española.
- Contopus hispaniolensis tacitus (Wetmore), 1928 – isla Guanaba, litoral de Haití.